# Jean Rolin (kardynał)
Jean Rolin (ur. w 1408 w Autun, zm. 22 czerwca 1483 w Auxerre) – francuski kardynał.

## Życiorys
Urodził się w 1408 roku w Autun, jako syn Nicolasa Rolina i jego drugiej żony Jeanne de Landes. W młodości był archidiakonem w Autun i przeorem w Saint-Marcel. 29 maja 1431 roku został wybrany biskupem Chalon-sur-Saône. Pięć lat później, 20 sierpnia został przeniesiony do diecezji Autun. 20 grudnia 1448 roku został kreowany kardynałem prezbiterem i otrzymał kościół tytularny S. Stefano al Monte Celio. Nie uczestniczył w żadnym konklawe, lecz pełnił funkcję protoprezbitera. Zmarł 22 czerwca 1483 roku w Auxerre.